# پیروز یکم کوشانشاه
پیروز یکم کوشانشاه (زبان باختری: Πιρωςο Κοϸανο ϸαηο) از ۲۴۶ تا ۲۸۵ کوشانشاه پادشاهی ساسانیان هند بود. او جانشین اردشیر دوم کوشانشاه بود. او یک فرمانروای «پر انرژی» بود که در هرات، بلخ و گنداره سکه ضبط می‌کرد. تحت فرمانروایی او، پادشاهی ساسانی-کوشانی قلمروی خود را بیشتر به سوی باختر گسترش داد و شاهنشاهی کوشانی ضعیف‌شده را در ماتورا در شمال هند نشاندند.
جانشین او هرمز یکم کوشانشاه بود که در سال ۲۷۵ به فرمانروایی رسید.

## نام
«پیروز» یک نام به زبان پارسی میانه است که به معنای «چیره» و «کامیاب» است. پیروز یکم کوشانشاه به ویژه نخستین کسی در خاندان ساسان بود که این نام را به کار گرفت. چند سده جلوتر، این نام دوباره در خط سلطنتی ساسانیان به کار برده می‌شود که با پیروز یکم (حک. ۴۵۹–۴۸۴) آغاز می‌شود.

## فرمانروایی

نقشه پادشاهی پادشاهی کوشانی-ساسانی

«کوشانی-ساسانی» یک مفهوم تاریخ‌نگاری است که توسط پژوهشگران امروزی برای اشاره به دودمانی از شاهان که در منطقه باختر و سپس در کابلستان و گنداره جایگزین شاهنشاهی کوشانی شدند به کار برده می‌شود. به گفته تاریخ‌دان خداداد رضاخانی، این دودمان احتمالاً یک شاخه جوان از خاندان ساسان و شاید از فرزندان یکی از شاهنشاهان شاهنشاهی ساسانی بوده باشد. این دودمان توسط اردشیر یکم کوشانشاه (حک. ۲۳۰–۲۴۵) پس از گماشت با شاهنشاه ساسانی اردشیر بابکان (حک. ۲۲۴–۲۴۲) بنیان‌گذاری شد. کوشان-ساسانیان، به ترتیب عنوان کوشانشاه را به کار می‌بردند، بدین ترتیب تداومی را با پیشینیان خود نشان می‌دهند. پیروز در سال ۲۴۵ کوشانشاه شد.

### سکه به شیوه ساسانی
مانند فرمانروای پیشین اردشیر یکم کوشانشاه، پیروز برروی سکه‌هایش به عنوان «شاه بزرگ کوشان» و «فرمانروای مزدایی» شناخته می‌شود. برروی برخی از سکه‌های کمیاب پیروز، «نشان نژاد»، که در هرات ضبط شده‌اند، برروی سکه به شکل در خط پهلوی نوشته شده‌است: «mzdztn bgy pylwcy rb’ kwš’n mdw’»، به معنای «فرمانروای اهورامزدا-پرست پیروز کوشانشاه بزرگ.» بر پشت سکه، پیروز ایستاده در حال تماشای آناهیتا در حال برخاستن از تاج‌وتختش است. پیروز تاج گلی را بر فراز محراب گرفته و دست چپ را به نشانهٔ دعا کردن بالا برده‌است. آناهیتا همچنین یک تاج گل و یک عصا در دست دارد.

### سکه به شیوه کوشانی

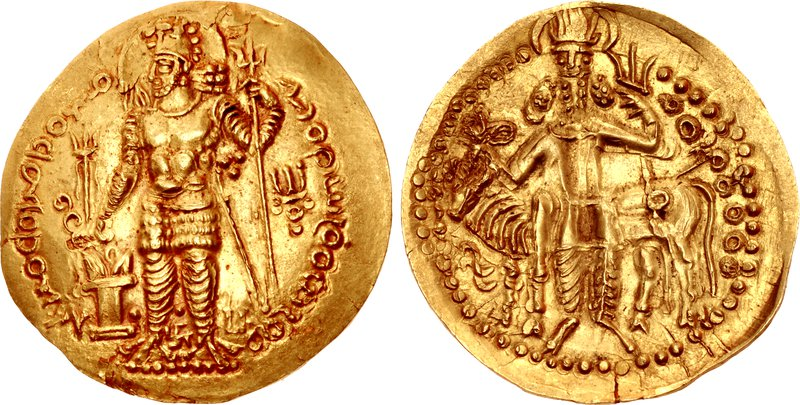
سکه‌های پیروز یکم کوشانشاه که از سکه‌های کوشانی الهام گرفته شده‌است، ضرب‌شده در بلخ. روی سکه: پادشاه زره‌پوش در حال قربانی کردن در محراب. نماد ناندیپادا، سواستیکا میان پاها و نویسه براهمی ^{}در سمت راست. شرح به زبان باختری: «پیروز شاه کوشانی بزرگ» پشت سکه: ایزد کوشانی اوئشو و شرح به زبان باختری: «ایزد والا».

فرمانروایی پیروز نشان‌دهنده تغییری در سکه‌های کوشانی-ساسانی بود که مشابه سکه‌های ضرب‌شده توسط شاهنشاهان کوشانی بود. او نخستین فرمانروای ساسانیان هند بود که به شیوه کوشانی سکه ضرب کند. سکه‌های طلای پیروز از سکه‌های فرمانروای کوشانی، واسودوای یکم الهام گرفته‌اند. این سکه‌ها معمولاً در بلخ، باختر در شمال هندوکش ضرب می‌شدند.
سویه دیداری این گونه سکه‌های نو، کمابیش با سکه‌های کوشانی یکی بود، اما تغییرات جزئی نیز داشت. روی سکه‌های پیروز، او را پوشیده در زره کوشانی و قربانی کردن در محراب نشان می‌دهد و همزمان او در دست راستش یک نیزه نگه داشته‌است (رضاخانی شیوه لباس پوشیدن او را بیشتر همانند دیگر پوشاک ساسانی می‌داند). نمادهای گوناگونی در سکه‌ها دیده می‌شود: یک نیزه سه شاخه بالای نیایشگاه، نمادی که معمولاً به عنوان ناندیپادا یاد می‌شود و پشت شاه قرار دارد و یک سواستیکا میان پاهای او. یک نویسه براهمی  پی سمت راست شاه نزدیک زمین نیز قرار دارد. روی سکه، دور آن یک متن به زبان باختری وجود دارد (موقعیت ساعت ۱۴:۰۰): «Πιρωςο οοςορκο Κοϸανο ϸαηο» به معنای «پیروز شاه بزرگ کوشان». در این سکه، مانند فرمانروای پیشین اردشیر یکم کوشانشاه، او خود را «پادشاه بزرگ کوشان» خطاب کرده‌است.

### سنگ‌نوشته شاپور یکم بر کعبه زرتشت

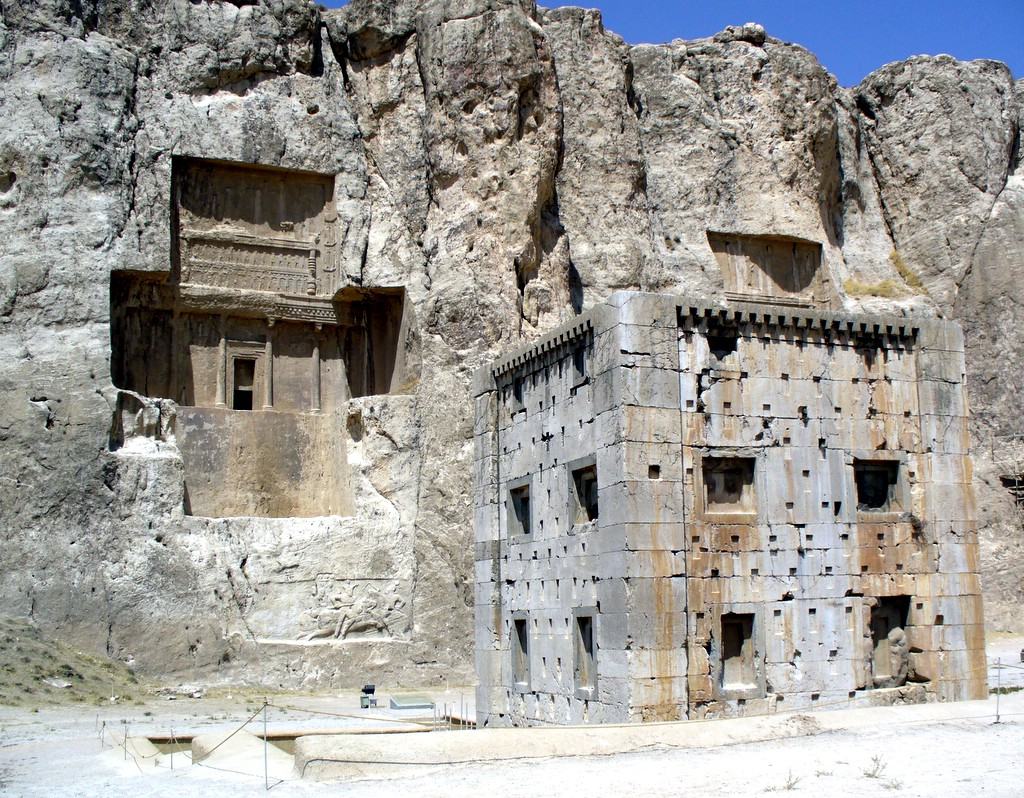
کعبه زرتشت، جایی که سنگ‌نوشته شاپور یکم قرار دارد.

در هنگام فرمانروایی پیروز (در سال ۲۶۲ میلادی) بود که شاهنشاه ساسانی، شاپور یکم (حک. ۲۴۰–۲۷۰) سنگ‌نوشته شاپور یکم بر کعبه زرتشت را نگاشت. در سنگ‌نوشته، شاپور خود را فرمانروای چندین منطقه از جمله ساسانیان هند و کوشانشهر نام برده‌است:
... من، بغ شاپور، شاهنشاه ایران و انیران که چهر (نژاد) از ایزدان، پور مزدیسن، بغ اردشیر شاهنشاه ایران که چهر از ایزدان پورِ پور (نوه) بغ بابک شاه [است]. خداوندگار ایرانشهرم و [این] شهرها (کشورها) را دارم: پارس، پارت… هندوستان، کوشانشهر تا فراز به پیشاور و تا به کاش (کاشغر)، سغد و چاچستان
با این حال، به گفته رضاخانی، پادشاهی ساسانیان هند کمی بیش از اینکه تنها فرمانداران ساسانی باشند و وجود داشتن آن‌ها «به خوبی ادامه سامانه فرمانروایی اشکانی باشد که به عنوان یک شاخه یکپارچه، اما خودمختار، از خاندان سلطنتی ساسانی عمل می‌کند.» بنا به گفته تاریخ‌دان ریچارد پین، «شبه پادشاهی کوشانی-ساسانی از سوی شاهنشاهی ساسانی بر بلخ فرمانروایی می‌کرد.» در سال ۲۷۵، هرمز یکم کوشانشاه، پسر بهرام یکم (حک. ۲۷۱–۲۷۴) جانشین پیروز شد.

## یادداشت
1. ↑  یک نوشته همانند برروی سکه اردشیر یکم کوشانشاه به شکل mzdysn bgy arthštr RBA kwšan MLK نوشته شده‌است. «فرمانروای اهورامزدا-پرست، اردشیر کوشانشاه بزرگ»[۱۱]
2. ↑  این جمله همچنین به شکل "Mazdesn bage Pérôze vazurg Kūsán Šáh (فرمانروای اهورامزد پرست پادشاه کوشانی بزرگ اردشیر) برگردانی شده‌است. [۱۲]
3. ↑  برای متن کامل سنگ نوشته، سنگ‌نوشته شاپور یکم بر کعبه زرتشت را ببینید.